# Les Trois Frères (Maître CC)
Pour les articles homonymes, voir Les Trois Frères (homonymie).
Les Trois Frères est une gravure sur cuivre au burin réalisée par le maître CC. Il existe des exemplaires conservées à Londres, à Oxford et deux exemplaires à Paris à la BnF dans le département des estampes, en plus d'un exemplaire dans la collection des Rothschild et dans la bibliothèque de l'Arsenal. Elle mesure 226 × 320 mm.

## Description
Dans un paysage d'un architecture très italienne ayant de nombreuses colonnes, un homme est enchaîné avec une flèche plantée dans le corps, qu'un autre homme vient de lui planter. En arrière-plan, un souverain représenté avec un sceptre et une couronne, entouré de trois autres personnages, regarde la première scène.